# Octave Dayen
Octave Dayen (Parçac, 17 de juliol de 1906 - Parçac, 14 de setembre de 1987) va ser un ciclista francès, que fou professional entre 1929 i 1937. Va destacar tant en el ciclisme en pista com en la ruta. Va aconseguir un Campionat del món en ruta amateur.
El 1928, com a ciclista amateur, va participar en els Jocs Olímpics d'Amsterdam, on va fer dos quarts llocs en el quilòmetre contrarellotge i en la persecució per equips.

## Palmarès en ruta
- 1926
  -  Campió del món en ruta amateur
  - 1r a la París-Rouen
- 1928
  - 1r a la París-Chauny

## Palmarès en pista
- 1929
  - 1r als Sis dies de París (amb André Raynaud)
- 1930
  - 1r als Sis dies de Marsella (amb André Raynaud)
- 1933
  - 1r al Premi Dupré-Lapize (amb Henri Lemoine)
- 1934
  - 1r al Premi Dupré-Lapize (amb Henri Lemoine)